# Claude Perrault
Pour les articles homonymes, voir Perrault.
Claude Perrault, né le 25 septembre 1613 à Paris où il est mort le 9 octobre 1688, est un médecin et architecte français.
Claude Perrault est célèbre pour avoir été l’architecte de la façade de l'aile est du palais du Louvre dite « colonnade du Louvre ». Ses positions théoriques en architecture l'ont fait connaître dans toute l'Europe.
Il est aussi connu pour ses travaux en anatomie, en physique et en histoire naturelle.

## Naissance et formation
Claude Perrault est né dans une famille bourgeoise le 25 septembre 1613 à Paris. Il est le fils de Pierre Perrault, originaire de Tours et parlementaire à Paris, et de Paquette Le Clerc. Il est le troisième d’une famille de sept enfants : son aîné Jean devient avocat comme son père et meurt en 1669 à Bordeaux ; Pierre (1611-1680) devient receveur général des finances mais perd pour indélicatesse son crédit auprès de Colbert en 1664 ; Nicolas (1624-1662), amateur de mathématiques et théologien, est exclu de la Sorbonne pour jansénisme en 1656 ; Marie, l’unique fille, meurt à treize ans ; François  meurt en bas âge, à 6 mois et Charles Perrault (1628-1703) devient écrivain et sera l'auteur des Contes de ma mère l'Oye.
Claude obtient son titre de docteur en médecine à Paris en 1642 et s'établit comme médecin. Il enseigne aussi la physiologie et la pathologie à l'Université de Paris. Il est l’un des premiers membres de l’Académie royale des sciences, où il est accepté en 1666. Claude Perrault réside à la fin sur la place de l'Estrapade à Paris.
Il meurt de septicémie en 1688, infecté par une piqûre au cours de la dissection d'un chameau au Jardin royal des plantes médicinales. Son frère a laissé de l'accident le court récit suivant :

« Il mourut pour avoir assisté à la dissection d’un chameau, mort apparemment d'une maladie contagieuse ; car tous ceux qui y furent presens (ce fut au Jardin Royal des Plantes
que se fit cette dissection) en tombèrent malades. Dès qu'il fut mort, la Faculté de Médecine de Paris qui connoissoit son merite ordonna à son Doyen de demander son portrait à ses héritiers, 
& elle l’a fait placer parmi ceux des Fernels, des Akakias, des Riolans & des Guenaults dont elle orne la Salle de ses Assemblées. »

— Ch. Perrault, Les hommes illustres qui ont paru en France 
pendant ce siècle (1698).
Il est inhumé le surlendemain en l'église Saint-Benoît-le-Bétourné, en présence notamment de Charles Perrault. Dans le registre paroissial, on peut lire la mention suivante : M. Claude Perrault de l'Académie royale des sciences et docteur en médecine de la faculté de Paris a été pris en sa maison dans la place de Fourcy autrefois dite de l'Estrapade et inhumé en l'église, le onzième jour d'octobre mil six cent quatre-vingt huit, en présence de monsieur Perrault (Charles) ancien contrôleur des bâtiments du Roy et l'un des quarante de l'Académie française, son frère, de M. Hector Hermand Guichon et autres qui ont signé : Perrault, Guichon, Charles Perrault, Pierre Perrault.

## Travaux scientifiques
Il fait de nombreuses observations sur l’anatomie des animaux. Claude Perrault, plus connu comme architecte que comme anatomiste, fut cependant la figure dominante d'un groupe d'anatomistes parisiens qui mena à bien la dissection et la description rigoureuse de 25 espèces de mammifères, 70 espèces d'oiseaux et 5 espèces de reptiles, dont les planches sont gravées par Sébastien Leclerc. Perrault s'attacha principalement à l'étude comparative des organes de l'ouïe et de la vue ainsi qu'au vol des oiseaux. La plupart de ses observations sont incluses dans l'ouvrage collectif intitulé Mémoires pour servir à l’histoire naturelle des animaux publié en deux volumes par l'Imprimerie royale à Paris en 1671 et 1676. Claude Perrault a donné l'exemple à Joseph-Guichard Duverney (1648-1730) des recherches sur la structure des animaux.
Il étudie la circulation de la sève et constate qu’elle circule dans deux sens, ascendant et descendant. Mais, comme d’autres savants de son temps, il tente de découvrir un fonctionnement cellulaire similaire à celui des animaux. Ses idées sont combattues par Denis Dodart (1634-1707) et Samuel Cottereau du Clos (v. 1598-1685), avec qui il dirige en 1676 la publication des Mémoires pour servir à l'histoire des plantes, prémisse d'un catalogue inachevé de toutes les plantes connues.
Versé en mécanique, il rédige un Recueil de plusieurs machines de nouvelles inventions publié après sa mort par Charles Perrault, en 1700.

## Architecture
Recommandé par son frère Charles, il fait partie de 1667 à 1673, de la commission chargée d'élaborer les plans de la façade orientale du palais du Louvre. Alors que le roi avait fait venir Le Bernin de Rome, il critique le dessin baroque que proposait son confrère italien en montrant le manque de cohérence de ce projet et les problèmes de sécurité qu'il pose. Après avoir éliminé d'autres confrères, c'est lui qui devient finalement responsable du projet.
Il entreprend les modifications du projet final de la colonnade du Louvre, mise en œuvre par Louis Le Vau, entre 1667 et 1670, sans être l'auteur de ce projet, comme on l'a longtemps supposé, et dont son frère Charles revendique la paternité. Il réalise aussi des portions de la façade sud.
Il dessine les plans de l’observatoire de Paris entre 1667 et 1672. Il construit l’Arc de triomphe du Trône au faubourg Saint-Antoine en 1670 à Paris (partiellement construit puis détruit en 1710) et la chapelle de l'ancien château de Sceaux de 1672 à 1677, démolie au début du XIXe siècle. Il travaille également à Versailles dont il dessine des intérieurs et fournit les plans de la grotte de Thétis, du bain de Diane et du Grand Canal. En 1674, il décore une chapelle à Notre-Dame-des-Victoires.[Laquelle ?] [réf. nécessaire]

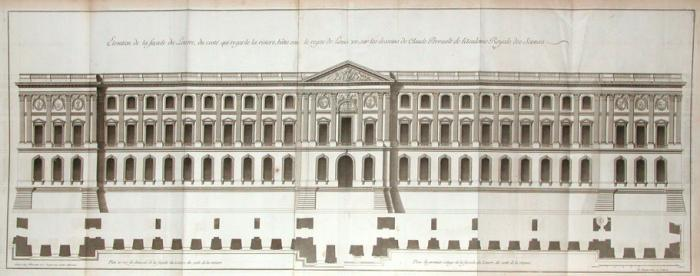
« Élévation de la façade du Louvre, du costé qui regarde la riviere, bâtie sous le regne de Louis XIV, sur les desseins de Claude Perrault de l’Académie Royale des Sciences »
Jean Mariette, gravure tirée de lArchitecture françoise ou recueil des maisons royalles, de quelques églises de Paris et de châteaux et maisons de plaisance de France bâties nouvellement (1783).

Théoricien, Claude Perrault est l'auteur de plusieurs traductions en français des textes de l’architecte romain Vitruve sous le titre de Dix livres d’architecture de Vitruve corrigés et traduits nouvellement en français en 1673, ainsi que d'un ouvrage, L'ordonnance des cinq espèces de colonnes selon la méthode des Anciens (1683), dont les prises de position ont fait l'objet de vives contestations au sein de l'Académie royale d'architecture, notamment de la part de François Blondel, son directeur. Il est en effet le premier théoricien à s'opposer à la tradition classique et à mettre en doute l'existence d'une essence mathématique propre aux différents ordres, en montrant les divergences entre les auteurs classiques et l'impossibilité pratique d'établir une correspondance entre les ordres architecturaux et les tons musicaux. Sans vouloir rejeter entièrement le principe de la proportion hérité de la tradition architecturale, il ne veut pas en faire un absolu.
Lors de la querelle des Anciens et des Modernes, Claude Perrault prend ainsi parti, aux côtés de son frère Charles pour les Modernes et s’oppose à la conception de l’architecture venant des Anciens, que défendait François Blondel, ce qui lui vaudra une cruelle épigramme de Boileau.
Perrault expose son point de vue moderne dans les notes de sa traduction de Vitruve. François Blondel défend le point de vue des Anciens dans son Cours d’architecture enseigné à l’Académie royale d’architecture (1675). Leurs différends théoriques portent sur :

### L’interprétation de «symétrie»
La symétrie (symmetria en grec) a le sens de proportion. François Blondel reste fidèle à la définition grecque de la symétrie. Pour Claude Perrault, l'Ordre, l'Ordonnance et la mise en proportion des bâtiments, doit répondre à un ensemble de règles qu'il s'agit de définir, et ne résulte en aucune manière d'une beauté universelle et rationnelle en elle-même. Claude Perrault prend parti pour la symétrie prise au sens moderne de l’équilibre des masses de part et d’autre d’un axe, au détriment de la « symmetria » ou proportion qui implique le recours à un module et à une « raison de progression » pour régler la correspondance entre les parties.

### Les colonnes accouplées
Claude Perrault invoque le droit de se démarquer de la tradition gréco-romaine et d’introduire ce motif d’inspiration médiévale au grand dam de François Blondel et des partisans de l’antiquité. Il ajoute ainsi cet « ordre français », supplémentaire aux cinq ordres hérités de Vitruve. Perrault a utilisé ce dispositif à la colonnade du Louvre à la fin des années 1660.

### Les corrections optiques
Claude Perrault est opposé à cette pratique qui veut que l’on augmente les dimensions des objets situés en hauteur ou à distance. Il s’appuie sur ses recherches physiologiques et considère que ce n’est pas la vue qui trompe, mais le jugement de la vue. Par cette prise de position, Perrault prend le contre-pied de Vitruve et des pratiques courantes de son époque.

## Hommage
- Rue Perrault (Paris)
- Rue Perrault (Saint-Nazaire)

## Publications
- Les Murs de Troyes, ou L’origine du burlesque (1653) sur Gallica. Réédition : Les Murs de Troye ou l’origine du burlesque. Livre 1 : Les Frères Perrault et Beaurain, texte établi, présenté et annoté par Yvette Saupé, Tübingen, Narr, 2001.
- Les Dix Livres d’architecture de Vitruve, corrigez et traduits nouvellement en françois avec des notes et des figures (1673) Texte en ligne ;  2e édition (1684) Texte en ligne
- Ordonnance des cinq espèces de colonnes selon la méthode des anciens (1683) Texte en ligne
- Abregé des dix livres d’Architecture de Vitruve, Paris, Jean-Baptiste Coignard, 1674 Texte en ligne
- Du bruit et de la musique des Anciens, extrait des Œuvres diverses de physique et de mécanique, Tome 2 ; et Préface manuscrite du Traité de la musique de Claude Perrault (1721)
- Mémoires pour servir à l’histoire naturelle des animaux, dans Mémoires de l’Académie royale des sciences depuis 1666 jusqu’en 1699 (1729-1734)
- Mémoires de ma vie. Voyage à Bordeaux (1669), publiés avec une introduction, des notes et un index, par Paul Bonnefon, H. Laurens, Paris, 1909. Texte en ligne
- Ouvrages d'architecture sur le site « Architectura » du CESR

## Sources
- (en) Daniel Purdy, On the ruins of Babel. Architectural Mataphor in German Thought, Cornell, Cornel University Press, 2011
- Claude Perrault de l'Académie royale des sciences, dans Charles Perrault, Les Hommes illustres qui ont paru en France pendant ce siècle, chez Antoine Dezallier, 1697, tome 1, p. 67-68 (lire en ligne)

#### Bases de données et dictionnaires
- Ressources relatives aux beaux-arts :   - AGORHA
  - Artists of the World Online
  - Bénézit
  - British Museum
  - National Gallery of Art
  - Nationalmuseum
  - RKDartists
  - Royal Academy of Arts
  - Union List of Artist Names
- Ressources relatives à la recherche :   - Biodiversity Heritage Library
  - La France savante
  - Harvard University Herbaria & Libraries
  - International Plant Names Index
- Ressource relative à la santé :   - Bibliothèque interuniversitaire de santé
- Ressource relative à la musique :   - Grove Music Online
- Notices dans des dictionnaires ou encyclopédies généralistes :   - Britannica
  - Brockhaus
  - Den Store Danske Encyklopædi
  - Deutsche Biographie
  - Enciclopedia italiana
  - Enciclopedia De Agostini
  - Gran Enciclopèdia Catalana
  - Hrvatska Enciklopedija
  - Internetowa encyklopedia PWN
  - Nationalencyklopedin
  - Store norske leksikon
  - Treccani
  - Universalis
  - Visuotinė lietuvių enciklopedija
- Notices d'autorité :   - VIAF
  - ISNI
  - BnF (données)
  - IdRef
  - LCCN
  - GND
  - Italie
  - Japon
  - CiNii
  - Espagne
  - Belgique
  - Pays-Bas
  - Pologne
  - Israël
  - NUKAT
  - Catalogne
  - Suède
  - Vatican
  - WorldCat

Perrault est l’abréviation botanique standard de Claude Perrault.
Consulter la liste des abréviations d'auteur en botanique ou la liste des plantes assignées à cet auteur par l'IPNI, la liste des champignons assignés par MycoBank, la liste des algues assignées par l'AlgaeBase et la liste des fossiles assignés à cet auteur par l'IFPNI.
Perrault est l’abréviation habituelle de Claude Perrault en zoologie.

Consulter la liste des abréviations d'auteur en zoologie ou la liste des taxons zoologiques assignés à cet auteur par ZooBank